# Володин, Александр Моисеевич
Алекса́ндр Моисе́евич Воло́дин (настоящая фамилия — Ли́фшиц; 10 февраля 1919, Минск, — 17 декабря 2001, Санкт-Петербург) — русский драматург, сценарист, поэт и кинорежиссёр. Член Русского ПЕН-центра, творческого совета журнала «Драматург», редакционно-издательского совета альманаха «Петрополь». Лауреат Государственной премии РСФСР имени братьев Васильевых (1981) и Премии Президента Российской Федерации в области литературы и искусства (2000).

## Биография
Александр Моисеевич Лифшиц, известный под литературным псевдонимом Александр Володин, родился 10 февраля 1919 года в Минске, но с пяти лет жил в Москве у своего дяди-врача. Ещё в детстве Александр увлёкся театром, вероятно, под влиянием старшего брата — актёра Студии А. Дикого; тем не менее, после окончания средней школы поступил в Московский авиационный институт, который бросил через полгода. Окончил в Серпухове учительские курсы, год преподавал русский язык и литературу в школе в деревне Вешки Московской области.
В 1939 году Володин поступил на театроведческий факультет ГИТИСа, но через два месяца получил повестку в армию. В годы Великой Отечественной войны был связистом 440-го гаубичного артиллерийского полка и сапёром, участвовал в боях на Западном, позже на Белорусском фронте, дважды был ранен.
«…Осколок снаряда остался близко от сердца». Единственную награду — медаль «За отвагу» — Александр потерял. «После войны я был как-то надломлен, — признавался Володин. — Душа моя увяла. И театр разлюбил. Первое, что сделал после войны, рванулся в Малый театр. Светящиеся ярусы, в зале полно штабных генералов, богатых, раздобревших…»
«И вдруг я почувствовал, что это не театр, что это неискусство притворяется театром. А театр был убит войной. Послевоенное время оказалось не счастьем, а чем-то тусклым, опасным и уродливым. И я вопреки всему написал себе заклинание: „Стыдно быть несчастливым“».
После демобилизации Володин не вернулся в ГИТИС, зато поступил на сценарный факультет института кинематографии и стал сразу легендой среди студентов: «Какой-то солдатик, по фамилии Лифшиц, написал потрясающий рассказ всего на одной страничке».
Потом его произведение опубликовали в альманахе «Молодой Ленинград». Воодушевлённый новостью, он пришёл в издательство со своим шестилетним сыном Володей. Редактор, смущаясь, заговорила о неподходящей фамилии автора. И предложила стать Володиным, в честь сына.
Сценарный факультет ВГИКа окончил в 1949 году; учился в мастерской Е. Габриловича, но своими главными учителями называл В. Юнаковского и А. Сазонова.
ВГИК Володин окончил в самый разгар кампании «борьбы с космополитизмом» и, оказавшись без работы, вынужден был переехать в Ленинград.
Член ВКП(б) с 1949 года.
В 1949—1956 годах он работал редактором, а затем и сценаристом на киностудии «Леннаучфильм», в 1956—1957 был старшим редактором и членом худсовета киностудии «Ленфильм».

### Первые пьесы
С начала 1950-х годов Александр Володин писал рассказы. В 1954 году вышел в свет первый его сборник — книга «Рассказы». А далее произошло возвращение к театру. Как драматург Володин дебютировал в 1956 году пьесой «Фабричная девчонка». Её героиня Женька Шульженко восстаёт против показухи и борется с несправедливостью. Пьесу взял Г. А. Товстоногов, и тут же их с Володиным вызвали «на ковёр» в обком партии. «Почему у вас женщина одинокая? Да, к тому же поёт какую-то непонятную песню: „Миленький ты мой, возьми меня с собой“. Это что — социалистический реализм? У нас такого быть не может».
Поставленная в 1956 году в Ставропольском театре и в Центральном театре Советской Армии, пьеса о том, как коллектив ломает человека, попытавшегося противостоять ему, вызвала острую дискуссию на страницах журнала «Театр». Тем не менее «Фабричная девчонка» с успехом шла во многих театрах Москвы, Ленинграда и других городов СССР, а также за рубежом.
Вторую пьесу начинающего драматурга, «Пять вечеров», принял к постановке Большой драматический театр. Зинаида Шарко, ставшая первой и легендарной володинской Тамарой, рассказывала, как автор читал свою пьесу перед труппой театра: «Через каждые пять минут он останавливался и говорил: „Извините, там очень бездарно написано. Я вот это исправлю и это исправлю… Ой, как это плохо! Я… я даю слово, что я это исправлю!“ Вот так он прочёл всю пьесу, извиняясь за то, что так плохо написано».
Спектакль, поставленный Георгием Товстоноговым, стал настоящим событием театральной жизни. Много лет спустя Анатолий Эфрос вспоминал: «Я как-то не думал раньше, что из-за спектакля можно специально поехать в другой город. Но все приезжающие из Ленинграда, и ленинградцы, и москвичи, с такой восторженностью и с таким негодованием (были и такие) рассказывали о спектакле „Пять вечеров“ у Товстоногова, что просто нельзя было не поехать… Я с восхищением наблюдал, как необычайно простыми средствами достигался высокий эмоциональный и смысловой эффект».
Если товстоноговские «Пять вечеров» стали откровением и для самого драматурга, то постановка пьесы в «Современнике» его разочаровала. Олег Ефремов, поставивший спектакль и сыгравший в нём Ильина, рассказывал: «Мы попытались решить пьесу как сказку, сделали голубые декорации, всё было искренне, благородно, красиво…, а автор нашего спектакля не принял и с присущей ему прямотой заявил, что не писал этой пошлятины».
Противники обвиняли драматурга в искажении действительности, пессимизме и мелкотемье, нездоровом интересе к «маленьким людям и неустроенным судьбам»; даже в художественном совете БДТ пьесу приняли далеко не все.
Третья пьеса Володина, комедия «В гостях и дома», оказалась не слишком удачной и достаточно схематичной; поставленная А. Эфросом в Театре имени Ермоловой, она никогда больше не ставилась и оказалась нелюбимым детищем драматурга. Последовавшие за ней пьесы «Моя старшая сестра» (впервые поставленная в БДТ) и «Назначение» также находили и горячих сторонников, прежде всего зрителей, и принципиальных противников. В Володине нашли своего драматурга Георгий Товстоногов в Большом драматическом и Олег Ефремов в «Современнике», где, кроме «Пяти вечеров», шли его пьесы «Моя старшая сестра» и «Назначение». В «Назначении» Володин рассказал историю добропорядочного человека, который в минуту слабости отказывается от высокого поста, но, увидев своего преемника, осознаёт, как писала Н. Крымова, что общественная пассивность честного таланта развивает энергию бездарности, увеличивает «общественный» вес всего косного и отжившего. Поставив эту пьесу в 1963 году и сыграв в ней главную роль, Ефремов полностью реабилитировался перед драматургом: спектакль стал событием театральной и не только театральной жизни.
Впрочем, в середине 1960-х годов Товстоногов, посвятивший защите Володина немало страниц в своей книге «О профессии режиссёра», был вынужден констатировать: «Вместо того, чтобы способствовать совершенствованию Володина как драматурга, мы сделали всё, чтобы он просто ушёл из театра».

### Признание
Александр Володин ушёл в кинематограф, где дебютировал ещё в 1962 году как автор сценария короткометражного фильма «Прошлым летом». Второй фильм, к которому Володин написал сценарий, «Звонят, откройте дверь» Александра Митты, получил приз «Золотой лев святого Марка» на Международном кинофестивале в Венеции в 1966 году.
Менялась атмосфера в стране, менялось восприятие, и осуществлённая Георгием Натансоном в 1966 году экранизация пьесы «Моя старшая сестра» уже не вызвала прежнего столкновения мнений, как и другие, более поздние экранизации, в том числе «Пять вечеров» Никиты Михалкова. То, что киноверсиям пьес Володина сопутствовал успех, театровед А. Варламова считает неслучайным: «У него всегда наличествует принципиально важный для поэтики кинематографа лейтмотив „потока будней“, в который погружены, то вырываясь из его плена, то вновь оказываясь подхваченными его течением, володинские персонажи. Вернее, здесь не присутствуют „будни“ в тяжеловесном бытовом воплощении, а дана их лаконичная музыкальная, мелодическая формула».
Получив признание в кинематографе, Александр Володин в начале 1970-х годов вернулся в театр, написав пьесы «С любимыми не расставайтесь» (поставленную в 1972 году в «Современнике») и «Дульсинея Тобосская», с которой Олег Ефремов в 1971 году дебютировал во МХАТе как режиссёр и как актёр МХАТа, сыграв Рыцаря Печального Образа. На основе пьесы «Дульсинея Тобосская» Геннадий Гладков создал одноимённый мюзикл, который в 1973 году Игорь Владимиров поставил на сцене Театра имени Ленсовета (с Алисой Фрейндлих в главной роли); мюзикл, в свою очередь, в 1980 году был экранизирован Светланой Дружининой.
Одновременно Володин продолжал работать в кино: Сергей Герасимов снял по его сценарию фильм «Дочки-матери», Георгий Данелия — знаменитый «Осенний марафон» в 1979 году.
Кроме пьес и киносценариев, Александр Володин писал стихи и прозу — главным образом мемуарного характера.
Володин всегда возмущался, когда говорили, что он писал на социальные темы: «Я просто рассказывал о людях, которые дарят друг другу счастье. Неброское, негромкое, но единственно настоящее счастье. Чёрт с ними, с начальством, с парткомами и обкомами — люди-то могут быть счастливы сами. Только они иногда этого счастья боятся, потому что перед ними было либо несчастье, либо долгое ожидание, либо и то, и другое. Вдруг, совсем неожиданно, насквозь, тебя пронзит ощущение, что кто-то тебе дорог или что-то хорошее произошло в твоей душе или в душах близких. Счастье — это такое пронзительное мгновение. А несчастье — длительное, тупое, сродни разочарованию. И всё-таки счастья ждёшь, оно ещё более ясное после несчастья. Это солнце после грозы. У меня когда-то написалось: „Длинная, долгая смерть отнимает дни у маленькой щедрой жизни“. Жизнь — это такое воспоминание».
Володин не умел решать свои проблемы, жил от зарплаты до зарплаты и горько шутил в связи с этим: «Я мог бы написать про жизнь идиота».
«Кто-то, может быть, видел другим этого великого драматурга. Но для меня он всегда был в одном и том же сером костюме, свитере грубой вязки, потёртом пальто, а на голове вместо шапки какой-то малахай, — вспоминал писатель Валерий Попов. — Я думаю, он мог одеться приличнее. Но Александр Моисеевич говорил: „Я не хочу быть человеком из лимузина. Я хочу быть — как будто меня из трамвая только что выкинули“».
В 1999 году драматург получил премию «Триумф» и 50 тысяч долларов. Признался, что никогда не видел долларов и тем более не пользовался ими: «Для меня „Триумф“ неприемлемо. Мне надо что-нибудь поскромнее. Я не писатель. Я не составляю фразу, просто говорю. И у меня есть интонация».
В декабре 2001 года Володин оказался в больнице. Его друг писатель Илья Штемлер вспоминал:

Я собрал передачу и поехал к нему. Не знаю, как сейчас, но тогда это была жуткая больница. Заколоченный гардероб, в коридорах ни медсестры, никого. Двухместная палата. Лежит Саша, свернувшись, как ребёнок, калачиком, накрытый суконным одеялом, лицом к стене. Спит. Я огляделся. На тумбочке кефир, полбутылки, сухой хлеб, чёрствая булка. Мыши скребутся под полом. Вторая койка пуста: ржавые пружины, скрученный матрас. Разбудить Сашу или не стоит? Решил, что сон для больного человека тоже лечение. Слышу голоса, вышел в коридор, по диагонали — женская палата. Сидят три женщины, больные, беседуют. «Девочки, у вас есть соль?» — «Есть». Дали мне соли. «А вы знаете, кто лежит в палате напротив?» — «Старичка какого-то привезли ночью, на „скорой“». — «Это Александр Моисеевич Володин». Никакой реакции. «Вы видели, наверное, „Пять вечеров“, „Осенний марафон“». Начал перечислять картины, снятые по Володину. Они всплеснули руками: «Неужто такой человек и в такой больнице?!» — «Вы не присмотрите за ним? А завтра я, может быть, заберу его отсюда». — «Да, конечно». Я вернулся к Володину, ещё немножко посидел. Не просыпается. Ушёл. Утром позвонил с тем, чтобы решить вопрос о переводе в другую больницу, а он умер уже. Ночью! Это случилось 17 декабря, Володину было 82 года.
Умер Александр Моисеевич 17 декабря 2001 года на 83-м году жизни в Санкт-Петербурге.
Похоронен на Комаровском кладбище недалеко от Санкт-Петербурга.
Рядом с ним похоронена его жена — Фрида Шилимовна Лифшиц (1918—2003).

## Творчество
Как и Виктор Розов, Володин был драматургом поколения «шестидесятников» и в своих пьесах противостоял тенденциям драматургии сталинской эпохи, в которой положительный герой всегда отстаивал коллективные интересы, вступать же в конфликт с коллективом мог только отрицательный персонаж. В своих пьесах, сюжеты для которых он брал из повседневной жизни, Володин, начиная с «Фабричной девчонки», всегда был на стороне человека, идущего против течения, восстающего против общепринятого, противопоставляя свои личные интересы общественным, обнажая таким образом социальные, нравственные и психологические конфликты современного ему общества.

### Пьесы
В скобках указана первая постановка
- «Фабричная девчонка» (Ставропольский театр, 1956)
- «Пять вечеров» (Большой драматический театр имени М. Горького, 1959)
- «В гостях и дома» (Театр имени М. Н. Ермоловой, 1960)
- «Моя старшая сестра» (Большой драматический театр имени М. Горького, 1961)
- «Идеалистка» (1962)
- «Назначение» («Современник», 1963)
- «Кастручча» (1966)
- «Дульсинея Тобосская» (МХАТ, 1971)
- «С любимыми не расставайтесь» (Ленинградский театр имени Ленинского комсомола, 1972)
- «Дочки-матери» (1974)
- «Две стрелы» (1980)
- «Ящерица» (Московский театр имени Вл. Маяковского, 1981)
- «Блондинка» (Большой драматический театр имени М. Горького, под названием «Киноповесть с одним антрактом», 1984)
- «Мать Иисуса» (1962)

#### Известные постановки
«Фабричная девчонка»
- 1956 — ЦАТСА. Постановка Б. А. Львова-Анохина. В роли Женьки Шульженко — Людмила Фетисова

«Пять вечеров»
- 1959 — Большой драматический театр имени Горького. Постановка Г. А. Товстоногова; художник В. Л. Степанов; музыкальное оформление Н. Я. Любарского. Роли исполняли: Тамара — З. Шарко, Слава — К. Лавров, Ильин — Е. Копелян, Катя — Л. Макарова, Зоя — В. Николаева, Тимофеев — В. А. Кузнецов и П. Б. Луспекаев. Премьера состоялась 6 марта
- 1959 — «Современник». Постановка О. Ефремова и Г. Волчек. Художник Ю. Горохов; композитор Михаил Зив. Роли исполняли: Тамара — Л. Толмачёва, Ильин — О. Ефремов, Слава — О. Табаков, Катя — Н. Дорошина[16]

«Моя старшая сестра»
- 1961 — Большой драматический театр имени Горького. Постановка Г. А. Товстоногова. Художник В. Л. Степанов; режиссёр Р. А. Сирота; композитор Н. Я. Любарский. Роли исполняли: Надя — Т. Доронина, Лида — Е. Немченко, Ухов — Е. Лебедев, Володя — И. Краско. Премьера состоялась 29 декабря
- 1962 — «Современник». Постановка Б. Львова-Анохина. Художник Б. Мессерер[16]

«Назначение»
- 1963 — «Современник». Постановка О. Ефремова. Художник Б. Мессерер; композитор М. Таривердиев. В роли Лямина — О. Ефремов[16]
- 1978 — Малый драматический театр. Постановка Льва Додина. Художник М. Китаев[17]

«Графоман»
- 2014 — «Театр имени В. Ф. Комиссаржевской». Постановка А. Баргмана. Художник А. Гумаров. Композитор Ю. Гомберг-Соболев. Художник по костюмам Ника Велегжанинова. В главных ролях: Анна Вартанян и Сергей Бызгу[18].

### Киносценарии
- 1962 — Прошлым летом (к/м)
- 1965 — Звонят, откройте дверь
- 1965 — Похождения зубного врача
- 1966 — Старшая сестра
- 1967 — Происшествие, которого никто не заметил
- 1967 — Фокусник
- 1974 — Дочки-матери
- 1977 — Лебедев крупным планом (д/ф)
- 1977 — Портрет с дождём
- 1977 — Смятение чувств
- 1978 — Осенние колокола
- 1979 — Осенний марафон
- 1979 — С любимыми не расставайтесь
- 1980 — Назначение
- 1980 — Дульсинея Тобосская
- 1982 — Слёзы капали (совместно с Георгием Данелией и Киром Булычёвым)
- 1983 — Графоман
- 1989 — Две стрелы. Детектив каменного века
- 1989 — Сирано де Бержерак
- 1990 — Мать Иисуса
- 1991 — Униженные и оскорблённые
- 1993 — Настя (совместно с Георгием Данелия и Александром Адабашьяном)
- 1993 — Александр Володин. Так неспокойно на душе (д/ф)

### Режиссёр кино
- 1967 — Происшествие, которого никто не заметил

### Экранизации произведений
- 1966 — Старшая сестра (по пьесе «Моя старшая сестра»)
- 1967 — Происшествие, которого никто не заметил (по одноимённой повести)
- 1977 — Портрет с дождём (по одноимённой пьесе)
- 1978 — Пять вечеров (по одноимённой пьесе)
- 1979 — С любимыми не расставайтесь (по одноимённой пьесе)
- 1980 — Назначение (по одноимённой пьесе)
- 1980 — Дульсинея Тобосская (по одноимённой пьесе)
- 1981 — Два голоса (по пьесе «Идеалистка»)
- 1983 — Графоман (по рассказу «Не хочу быть несчастливым»)
- 1989 — Две стрелы. Детектив каменного века (по пьесе «Две стрелы»)
- 1993 — Настя (по мотивам повести «Происшествие, которого никто не заметил»)
- 2013 — Ещё один год (по мотивам пьесы «С любимыми не расставайтесь» и фильма 1979 года)
- 2022 — Блондинка (по мотивам одноимённой киноповести 1984 года)

## Призы и награды
- Орден «За заслуги перед Отечеством» III степени (22 ноября 1999 года) — за заслуги перед государством, большой вклад в укрепление дружбы и сотрудничества между народами, многолетнюю плодотворную деятельность в области культуры и искусства[19].
- Орден Отечественной войны I степени (6 апреля 1985 года)[20].
- Медаль «За отвагу» (15 ноября 1942 года)[21].
- Медаль «За победу над Германией в Великой Отечественной войне 1941—1945 гг.»
- Государственная премия РСФСР имени братьев Васильевых (1981) — за сценарий фильма «Осенний марафон».
- Премия Президента Российской Федерации в области литературы и искусства 1999 года (17 февраля 2000 года)[22].
- приз Вкф в номинации «Премии среди детских фильмов» (1978)
- Царскосельская художественная премия (1994)
- Титул «Живая легенда Санкт-Петербурга»
- премия Северо-Западного филиала РАО (1995)
- «Золотая маска» в номинации «Честь и достоинство» (1997)
- премия имени А. Синявского «За благородство и творческое поведение в литературе» (1999)
- премия журнала «Огонёк» (1989)
- премия «Северная Пальмира» (2000)
- премия «Триумф» (1999)
- Международная премия К. С. Станиславского (2001)
- Международная премия «Балтийская звезда» в номинации «Память» (2019, посмертно)[23].
- Почётный диплом Законодательного Собрания Санкт-Петербурга (3 февраля 1999 года) — за заслуги в развитии сценического и драматургического искусства в Санкт-Петербурге и в связи с 80-летием со дня рождения[24]

## Память

Скульптурная композиция: Володин, Вампилов, Розов

Памятник А. М. Володину в Матвеевском саду, Санкт-Петербург

Памятник на могиле Комаровского Некрополя

- В Санкт-Петербурге на стене дома № 44 по Большой Пушкарской, в котором (в кв. № 28) жил А. М. Володин, по инициативе и по ходатайству режиссёра Александра Болонина и писателя Ильи Штемлера 10 февраля 2004 года открыта мемориальная доска (авторы — скульптор Григорий Ястребенецкий и архитектор Татьяна Милорадович).
- Памятник писателю установлен 12 ноября 2022 года в Матвеевском саду (Санкт-Петербург) недалеко от дома, где жил А. М. Володин. Памятник создали скульпторы Борис Сергеев, Игорь Фролов и архитектор Александр Андреев по эскизу Григория Ястребенецкого[25][26].
- В Санкт-Петербургском драматическом театре «Остров» действует музей «Гостиная Володина».
- В Москве совместный памятник А. М. Володину, В. С. Розову и А. В. Вампилову установлен при входе в театр «Табакерка» в 2007 году[27].
- Ежегодно в Санкт-Петербурге проводится фестиваль «Пять вечеров», посвящённый памяти А. М. Володина.
- В 2019 году имя присвоено скверу в устье реки Смоленки[28].

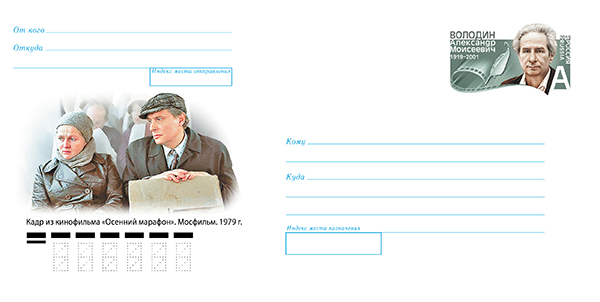
Конверт с оригинальной маркой. 100 лет со дня рождения А. М. Володина (1919—2001)